# Antiblemma obliterata
Antiblemma obliterata är en fjärilsart som beskrevs av Walker 1858. Antiblemma obliterata ingår i släktet Antiblemma och familjen nattflyn. Inga underarter finns listade i Catalogue of Life.